# We Chase the Waves
We Chase the Waves is het tweede studioalbum van de Amerikaanse band Sundowner, het akoestische muziekproject van Chris McCaughan, zanger en gitarist van The Lawrence Arms. Het album werd op 3 augustus 2010 uitgegeven via het platenlabel Asian Man Records op cd en lp. De enige andere muzikant die aan het album heeft meegewerkt is Neil Hennessy, drummer van The Lawrence Arms.

## Nummers
Alle teksten en nummers zijn geschreven door Chris McCaughan behalve "Baseball's Sad Lexicon", waarvan de tekst is geschreven door de Amerikaanse schrijver Franklin Pierce Adams die het schreef voor het gelijknamige gedicht Baseball's Sad Lexicon in 1910.
1. "In the Flicker" - 3:31
2. "Araby" - 3:00
3. "Whales and Sharks" - 2:56
4. "As the Crow Flies" - 4:16
5. "Baseball's Sad Lexicon" - 1:36
6. "All Prologue" - 2:15
7. "Mouth of a Tiger" - 4:33
8. "Second Hand" - 1:44
9. "Jewel of the Midwest" - 3:29
10. "What Beadie Said" - 3:00

## Muzikanten
- Chris McCaughan - zang, akoestische gitaar, elektrische gitaar
- Neil Hennessy - basgitaar